# Cyril Conrad Cowderoy
Cyril Conrad Cowderoy (* 5. Mai 1905 in Sidcup, London; † 10. Oktober 1976 in Southwark) war ein englischer Geistlicher und Erzbischof von Southwark.

## Leben
Cyril Conrad Cowderoy studierte am St. John’s Seminary in Wonersh und empfing am 30. Mai 1930 die Priesterweihe. Er lehrte in Mark Cross und wurde 1937 Assistent des Diözesansekretärs sowie später Sekretär und ab 1946 Kanzler der Diözese Southwark.
Papst Pius XII. ernannte ihn am 12. Dezember 1949 zum Bischof des Bistums Southwark. Der Erzbischof von Westminster, Bernard William Kardinal Griffin, spendete ihm am 21. Dezember 1949 die Bischofsweihe; Mitkonsekratoren waren Neil Farren, Bischof von Derry in Irland, und George Andrew Beck AA, Koadjutor-Bischof von Brentwood. Mit Erhebung des Bistums Southwark zum Erzbistum wurde er von Papst Paul VI. am 28. Mai 1965 zum Erzbischof ernannt.
Cyril Conrad Cowderoy war Konzilsvater aller vier Sitzungsperioden des Zweiten Vatikanischen Konzils. Er war von 1956 bis 1977 Großprior der Statthalterei England und Wales des Ritterordens vom Heiligen Grab zu Jerusalem.